# 云贵肋柱花
云贵肋柱花（学名：Lomatogonium forrestii var. bonatianum）为龙胆科肋柱花属下的一个变种。